# 莫里爾頓
莫爾里頓（英語：Morrilton）是一個位於美國阿肯色州康韋縣的城市。根據2020年美國人口普查，該地人口為6992人，而該地的面積約為22.86平方千米。同時該地也是康韋縣的縣治。

## 地理
莫爾里頓的座標為35°09′23″N 92°44′31″W / 35.15639°N 92.74194°W，而該地的平均海拔高度為117米（即384英尺）。